# Xã Saylorville Reservoir, Quận Polk, Iowa
Xã Saylorville Reservoir (tiếng Anh: Saylorville Reservoir Township) là một xã thuộc quận Polk, tiểu bang Iowa, Hoa Kỳ. Năm 2010, dân số của xã này là 79 người.